# Pieńki (powiat ostrowski)
Pieńki – kolonia w Polsce położona w województwie mazowieckim, w powiecie ostrowskim, w gminie Ostrów Mazowiecka.
W latach XX–1954 w granicach Ostrowi Mazowieckiej.
W latach 1975–1998 miejscowość administracyjnie należała do województwa ostrołęckiego.